# Angelo Arcari
Angelo Arcari (Casalpusterlengo, 3 dicembre 1907 – Gallarate, 20 dicembre 1985) è stato un calciatore e allenatore di calcio italiano, di ruolo mediano. Fratello di Carlo, Pietro e Bruno, è anche conosciuto come Arcari II.

## Carriera

### Calciatore
Cresce nel Codogno, militante in Seconda e Prima Divisione e, dopo una parentesi al Piacenza (condizionata da problemi fisici), nel 1932 approda al Livorno in Serie B. Con la maglia labronica disputa sette campionati consecutivi tra Serie B e Serie A, categoria nella quale esordisce il 29 ottobre 1933 contro l'Ambrosiana-Inter. In Serie A disputa 60 partite, realizzando un unico gol, il 14 aprile 1935 nell'1-1 interno contro la Roma.
Nelle ultime tre stagioni a Livorno viene impiegato sempre più raramente e nel 1939, messo in lista di trasferimento dai labronici, fa ritorno al Codogno come allenatore-giocatore. Dopo il campionato 1940-1941, disputato nelle file del Pavese Luigi Belli, torna nel Codogno dal 1942 al 1947 e chiude la carriera nel Casalpusterlengo in Prima Divisione 1949-1950.

### Allenatore
Nel 1941 viene ingaggiato come allenatore del Piacenza. Con la formazione emiliana conquista la salvezza nel campionato di Serie C 1941-1942. Dopo la guerra allena anche il Pro Piacenza.

## Palmarès

### Giocatore

#### Competizioni nazionali
- Serie B: 2

Livorno: 1932-1933, 1936-1937